# Uthlede
Uthlede este o comună din landul Saxonia Inferioară, Germania.